# Wspólnota administracyjna Bernstadt/Schönau-Berzdorf
Wspólnota administracyjna Bernstadt/Schönau-Berzdorf (niem. Verwaltungsgemeinschaft Bernstadt/Schönau-Berzdorf) – wspólnota administracyjna w Niemczech, w kraju związkowym Saksonia, w okręgu administracyjnym Drezno, w powiecie Görlitz. Siedziba wspólnoty znajduje się w mieście Bernstadt auf dem Eigen.
Wspólnota administracyjna zrzesza jedną gminę miejską oraz jedną gminę wiejską: 
- Bernstadt auf dem Eigen
- Schönau-Berzdorf auf dem Eigen